# 공포의 혹성
《공포의 혹성》(영어: Galaxy of Terror, 이전 제목은 영어: Mindwarp: An Infinity of Terror)은 미국에서 제작된 브루스 D. 클라크 감독의 1981년 SF 액션 공포 영화이다. 에드워드 앨버트 등이 출연하였고, 로저 코먼 등이 제작에 참여하였다.

## 출연진
- 에드워드 앨버트
- 에린 모랜
- 레이 월스턴
- 태프 오코널
- 버나드 베런스
- 잘만 킹
- 로버트 엥글런드
- 시드 헤이그
- 그레이스 저브리스키
- 잭 블레싱

## 기타 제작진
- 미술: 제임스 캐머런
- 의상: 티머리 매코믹